# Lithacodia micronephra
Lithacodia micronephra là một loài bướm đêm trong họ Noctuidae.